# Soneto 57
| «» Soneto 57 |
| --- |
| Being your slave what should I do but tend Upon the hours, and times of your desire? I have no precious time at all to spend; Nor services to do, till you require. Nor dare I chide the world without end hour, Whilst I, my sovereign, watch the clock for you, Nor think the bitterness of absence sour, When you have bid your servant once adieu; Nor dare I question with my jealous thought Where you may be, or your affairs suppose, But, like a sad slave, stay and think of nought Save, where you are, how happy you make those. So true a fool is love, that in your will, Though you do anything, he thinks no ill. |
| –William Shakespeare |

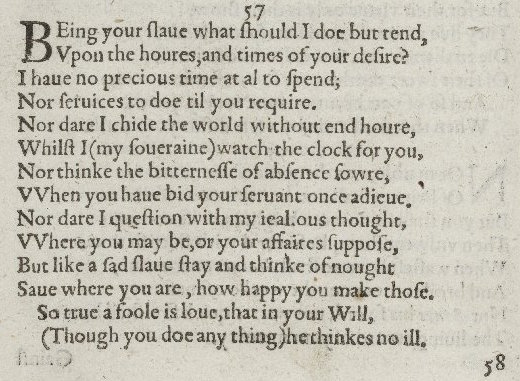
O soneto 57 foi escrito por William Shakespeare e faz parte dos seus 154 sonetos.

O Soneto 57 foi escrito por William Shakespeare e faz parte dos seus 154 sonetos. 

## Traduções
Na tradução de Thereza Christina Rocque da Motta,
Sendo teu escravo, o que fazer senão atender
Às horas e aos chamados de teu desejo?
Não tenho tempo algum para mim,
Nem serviços a fazer, até que me peças.
Nem ouso repreender a hora do mundo sem ﬁm,
Enquanto eu, minha soberana, sigo tuas horas,
Nem penso que a solidão da ausência seja amarga,
Após dispensar teu servo de teu serviço;
Nem ouso questionar com meus ciúmes
Onde andarás, ou imaginar o que fazes,
Mas, como um triste escravo, sento-me e não penso,
Salvo, onde estás e quão feliz fazes a todos:
Então, que tolo é o amor, que, sob teu jugo
(Embora nada faças), nenhum mal o assombre.